# 武雄市立東川登小学校
武雄市立東川登小学校（たけおしりつ ひがしかわのぼりしょうがっこう）は、佐賀県武雄市東川登町大字永野にある市立の小学校。

## 概要
歴史
1875年（明治8年）創立。数回の改組・改称を経て、現校名になったのは1954年（昭和29年）。2025年（令和7年）に創立150周年を迎える。
校章
中央に「小」と「東」の文字を配している。

校区
「武雄市東川登地区全域」。中学校区は武雄市立川登中学校。

## 沿革
- 1875年（明治8年）5月 - 北永野の浄雲寺に「永野小学校」、宇土手の長命寺に「宇土手小学校」が創立。
- 1877年（明治10年）- 永野学区と袴野学区の統合により、永野小学校が「亀水小学校」となる。永野村亀水に新校舎が完成。なお、宇土手の長命寺には、小田志小学校[2]宇土手分校が設置される。
- 1884年（明治17年）10月 - 亀水の西北の山麓に校舎を移転。
- 1887年（明治20年）- 小学校令の施行により、尋常科（4年制）を設置の上、「尋常亀水小学校」に改称。
- 1889年（明治22年）4月 - 町村制の施行により、杵島郡永野村、袴野村が合併して村制施行し、東川登村が発足。
- 1890年（明治23年）10月 - 「東川登尋常小学校」に改称。尋常小田志小学校の宇土手分校を統合。
- 1894年（明治27年）12月 - 忠平谷に新校舎が完成。
- 1900年（明治33年）- 従来の校舎を2階建てに改築し、新たに平屋建ての校舎が完成。
- 1901年（明治34年）4月 - 高等科を併置の上、「東川登尋常高等小学校」に改称。
- 1908年（明治41年）4月 - 改正小学校令により、尋常科の修業年限（義務教育年限）が4年から6年に延長される。
- 1909年（明治42年）5月 - 大谷に木造平屋建て校舎2棟が完成。
- 1911年（明治44年）7月 - 木造平屋建て校舎を増築。
- 1926年（大正15年）10月 - 校舎1棟を増築。
- 1936年（昭和11年）12月 - 講堂が完成。
- 1941年（昭和16年）4月1日 - 国民学校令の施行により、「東川登国民学校」と改称。尋常科を初等科に改める。
- 1947年（昭和22年）
  - 4月1日 - 学制改革が行われる。
    - 国民学校初等科は「東川登村立東川登小学校」に改組・改称。
    - 国民学校高等科は青年学校普通科とともに、新制中学校「東川登村立東川登中学校」に改組される。小学校に併設の形をとる。

  - 10月 - 中学校の独立校舎が完成し、併設を解消。
- 1950年（昭和25年）11月 - 中学校の新校舎が完成し、併設を解消[3]。
- 1954年（昭和29年）4月1日 - 町村合併により、「武雄市立東川登小学校」（現校名）と改称。
- 1956年（昭和31年）2月 - 校地を拡張。
- 1957年（昭和32年）3月 - 新校舎1棟目が完成。
- 1958年（昭和33年）3月 - 新校舎2棟目が完成。
- 1963年（昭和38年）12月 - 完全給食を開始。

## 交通
最寄りの幹線道路
- 国道34号「東川登小学校前」交差点
- 西九州自動車道 「武雄南IC」

## 周辺
- 東川登郵便局
- 東川登公民館
- 大谷公民館
- 内田公民館
- JAさが 川登支所

## 参考資料
- 「武雄市史 中巻」（武雄市史編纂委員会, 1973年（昭和48年）1月30日）p.615～